# Le Chevalier au bouclier vert
Le Chevalier au bouclier vert est un roman historique écrit par Odile Weulersse, paru pour la première fois en 1990.

## Résumé
Au XIIe siècle le jeune Thibaut de Sauvigny sauve Éléonore, la fille du comte de Blois alors qu’elle est attaquée par des brigands. Pour le remercier de sa bravoure, le comte de Montcornet, vassal du comte de Blois adoube Thibaut et lui remet son épée : Santacrux (« Sainte croix ») et un bouclier vert.
Le comte de Montcornet, le vassal du père, se retire dans un monastère et c’est son fils Foulque qui lui succède. Celui-ci demande Éléonore en mariage mais elle refuse. Foulque demande à Thibaut de devenir son vassal mais Thibaut préfère partir à l’aventure que de servir Foulque. Accompagné de Barnabé, il est grièvement blessé par des bandits. Il est soigné par une vieille femme en haillons qui vit dans la forêt. Thibaut est tellement heureux qu’en remerciant la vieille femme, il la libère d’un sort et elle se transforme en jeune et belle demoiselle. C’est la fée Hadelize.  Elle remet alors à Thibaut une pierre magique qui le protégera du mal. Mais cette pierre ne doit toucher personne d’autre sous peine de lui provoquer une maladie mortelle.
Thibaut se rend à un tournoi à Juvignole. Il rencontre et joute avec Ernaud le Fier qu'il bat. Il rencontre Torticolis, un jongleur. Thibaut remporte tous les combats et se retrouve enfin face à Foulque. Thibaut bat aussi Foulque. Avec cette victoire, il devient chevalier du comte de Blois.
Foulque monte son armée contre le comte de Blois afin d’obtenir la main d’Éléonore. Pendant les combats, le comte de Blois est mortellement blessé. Deux de ses enfants, Rosamonde et Gascelin accusent Thibaut d’avoir tué leur père. Rosamonde pose la pierre magique sur le front d’Éléonore et celle-ci est touchée par la malédiction.
Thibaut réussit toutes les épreuves pour retrouver la fée Hadelize qui pourra guérir Éléonore. Mais Foulque va enlever Éléonore avec l’aide de Rosamonde et la fait enfermer dans un cachot. Finette, la servante d’Éléonore, organise l’évasion de sa maîtresse. Dans leur fuite vers Paris pour se réfugier dans un couvent, les deux jeunes femmes rencontrent des lépreux. Éléonore jette sa bague pour se débarrasser d’eux.
Pendant ce temps, Thibaut et ses compagnons se rendent à Paris déguisés en lépreux pour obtenir de l’aide du roi Louis VI le Gros. Ils retrouvent aussi Éléonore et Finette. 
Accusé de vendre des armes aux infidèles, Thibaut est banni par le roi. Il réussit à regagner la confiance du roi en lui sauvant la vie. Il rejoint l’armée du roi et de retour à Blois, il combat Foulque. Grièvement blessé, Foulque demande à Rosamonde de faire appel à un sorcier pour le sauver. Celle-ci va voir le sorcier, mais lui demande de tuer Éléonore plutôt que de le sauver. Torticolis réussit à vaincre le sorcier avec sa voix avant qu'il ne plante l'aiguille dans la poupée à tête d’Éléonore.
L’armée du roi bat celle de Gascelin. Pour le racheter de ses péchés, Gascelin doit partir en croisade en Terre sainte. Il cède ses terres et la main de sa sœur. Rosamonde est condamnée pour sorcellerie et est brûlée sur un bûcher. Thibaut devient alors le nouveau comte de Blois et épouse Éléonore. Ils vivront heureux jusqu'à la mort.